# Fissarcturus stephenseni
Fissarcturus stephenseni is een pissebed uit de familie Antarcturidae. De wetenschappelijke naam van de soort is voor het eerst geldig gepubliceerd in 1991 door Wägele.